# Günter Kobek
Günter Kobek (* 6. April 1962 in Karlsruhe; † 30. Oktober 2016 in Waldems) war ein deutscher Amateur-Radsportler.
1979 belegte Günter Kobek bei der  3-Etappen-Rundfahrt Frankfurt Platz drei der Gesamtwertung. Drei Jahre später errang er bei den deutschen Meisterschaften im Bahnradsport die Bronzemedaille in der Einerverfolgung. 1983 wurde er zweifacher deutscher Meister, im Zweier-Mannschaftsfahren mit Reinhold Kleebaum; gemeinsam mit Kleebaum und zwei weiteren Fahrern der RSG Wiesbaden, Roland Günther und Bodo Zehner, in der Mannschaftsverfolgung. 1984 gewann er die Meisterschaft im Punktefahren.
Am 30. Oktober 2016 war Kobek in der Nähe seines Wohnortes Waldems-Steinfischbach, wo er eine Fahrschule betrieb, auf einer Landstraße mit dem Fahrrad unterwegs. Ein 82-jähriger Autofahrer übersah ihn und fuhr auf ihn auf. Kobek wurde durch den Aufprall über eine Leitplanke geschleudert und erlag noch am Unfallort seinen Verletzungen.

## Erfolge
1983
- Deutscher Meister – Zweier-Mannschaftsfahren (mit Reinhold Kleebaum)
- Deutscher Meister – Mannschaftsverfolgung (mit Reinhold Kleebaum, Roland Günther und Bodo Zehner)

1984
- Deutscher Meister – Punktefahren